# Nationalpark Khlong Lan
Der Nationalpark Khlong Lan (Thai: อุทยานแห่งชาติคลองลาน) ist ein Nationalpark in der Provinz (Changwat) Kamphaeng Phet in Nord-Thailand.

## Geschichte
Der Nationalpark Khlong Lan wurde am 25. Dezember 1982 eingerichtet und ist damit Thailands 44. Nationalpark. Zuvor war die Gegend von kommunistischen Freischärlern durchsetzt und zeitweise beherrscht, die die kleineren Bergvölker und Stammesgemeinschaften beeinflussten.
Nach der Einrichtung des Nationalparks wurden die Angehörigen der Bergvölker als Gefahr für die Tier- und Pflanzenwelt umgesiedelt.

## Lage
Der Nationalpark Khlong Lan liegt südlich von Kamphaeng Phet an der Fernstraße 1117. Das Gebiet hat eine Fläche von 300 km² und umfasst Landflächen in den Landkreisen (Amphoe) Khlong Lan und Mueang Kamphaeng Phet.  Hier liegt das letzte zusammenhängende ursprüngliche  Waldgebiet der Provinz Kamphaeng Phet.

## Topographie
Der Park bedeckt eine raue und hügelige Landschaft, die mit fruchtbaren Wäldern bewachsen ist. Der höchste Punkt liegt bei Khun Khlong Lan (Thai: ขุนคลองลาน) mit 1439 Metern.

## Klima
Aufgrund der Höhenlage ist das tropisch-monsunale Klima über das Jahr gesehen angenehm. Die Jahresmitteltemperatur beträgt um die 23 °C. Der Jahresniederschlag beträgt 978 mm pro Jahr.

## Fauna und Flora
Im Khlong Lan Nationalpark finden sich viele Baumarten, wie der Teakbaum.
Tierarten sind der Sambar-Hirsch und viele Vogelarten.

## Sehenswürdigkeiten
Der Khlong Lan-Wasserfall (Thai: น้ำตกคลองลาน) stürzt auf einer 40 Meter breiten Klippe 55 Meter in die Tiefe in einen Badesee. Weitere Sehenswürdigkeiten sind die Wasserfälle Khlong Nam Lai oder auch Pang Khwai genannt, Phet Chakho, Wang Lan und der Lan Khao sowie die Stromschnelle Kaeng Ko Roi im äußersten Norden des Parks.